# Эритьера
Эритье́ра, также херитиера (лат. Heritiera), — род деревьев и кустарников семейства Мальвовые (Malvaceae), произрастающих в тропических районах Азии, Африки и Австралии. 
Некоторые виды являются источником ценной древесины.
Листья супротивные с прилистниками, большей частью простые. Цветки преимущественно однополые, радиально симметричные.
Род включает около 10 видов:
- Heritiera angustata Pierre
- Heritiera fomes Buch.-Ham.
- Heritiera javanica (Blume) Kosterm.
- Heritiera littoralis Aiton typus[2]
- Heritiera macrophylla Wall. ex Kurz
- Heritiera ornithocephala Kosterm.
- Heritiera parvifolia Merr.
- Heritiera simplicifolia (Mast.) Kosterm.
- Heritiera sumatrana (Miq.) Kosterm.
- Heritiera utilis (Sprague) Sprague — Эритьера полезная

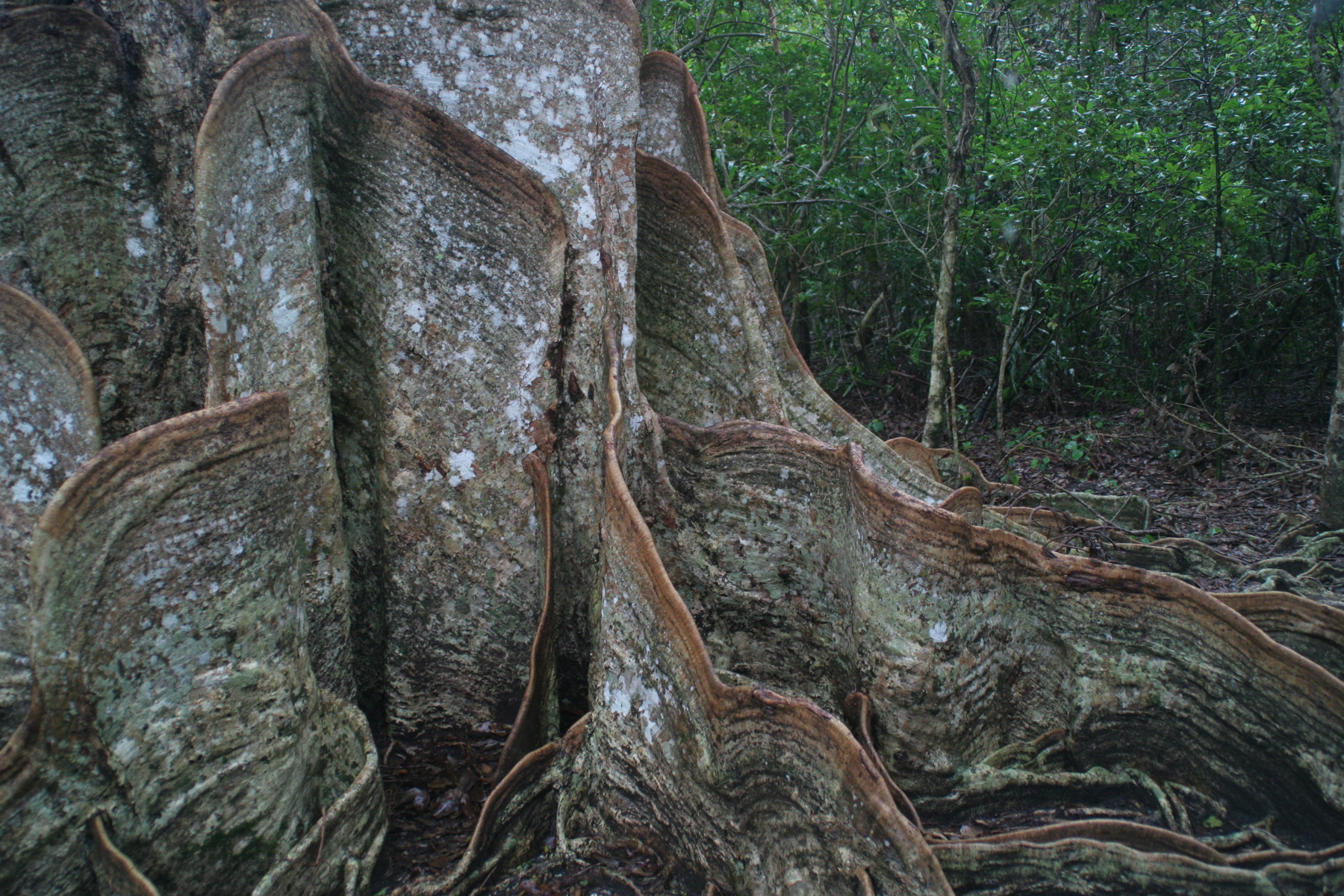
Досковидные корни Heritiera littoralis

В ходе ревизий состава рода систематическое положение некоторых видов пересмтривалось, например Эритьера полезная может быть отнесена к роду Tarrietia, хотя в ряде источников эти роды объединены.
|                                        |  |
| Heritiera littoralis: соцветия и плоды |  |